# Chapeiry

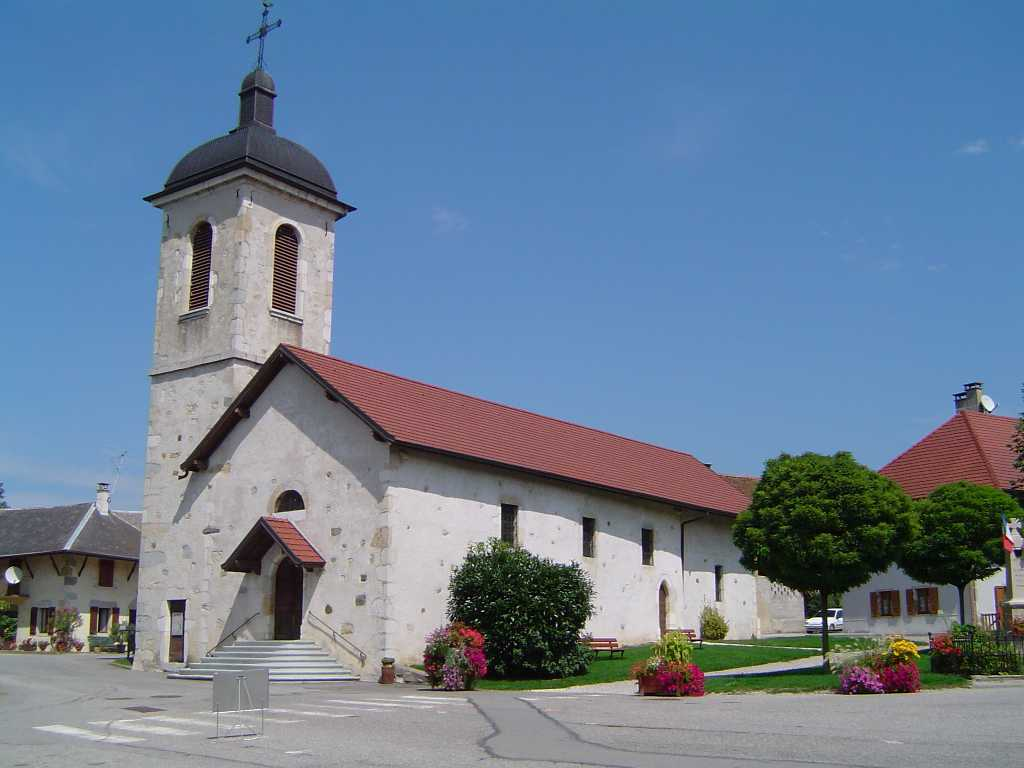
Kościół św. Marcina, 2006

Chapeiry – miejscowość i gmina we Francji, w regionie Owernia-Rodan-Alpy, w departamencie Górna Sabaudia.
Według danych na rok 1990 gminę zamieszkiwały 543 osoby, a gęstość zaludnienia wynosiła 94 osoby/km² (wśród 2880 gmin regionu Rodan-Alpy Chapeiry plasuje się na 1106. miejscu pod względem liczby ludności, natomiast pod względem powierzchni na miejscu 1452.).